# 吉村彩
吉村 彩（よしむら あや、1976年12月4日 - ）は、日本の元AV女優。
東京都出身。血液型:A型、身長:164cm、スリーサイズ B:86cm W:59cm H:88cm、Eカップ。

## 略歴
1997年にAVデビュー。
元レースクイーンで『平成女学園』に出演していた。
1997年 - 1998年、『A女E女』に出演。
現在は引退している。

## 作品

### アダルトビデオ
- Fuckin'ルージュ
- 彼女はレースクイーン
- ザ・コールガール8
- 令嬢教師性感教育
- 裏出血大制服9
- 宅配ソープでございます

## テレビ出演

### 地上波
- 平成女学園
- A女E女